# Lissonota bivittata
Lissonota bivittata är en stekelart som beskrevs av Johann Ludwig Christian Gravenhorst 1829. Lissonota bivittata ingår i släktet Lissonota och familjen brokparasitsteklar. Utöver nominatformen finns också underarten L. b. gallicator.